# Засіб видалення зловмисних програм для Windows
Microsoft Windows Malicious Software Removal Tool (укр. Засіб видалення зловмисних програм для Windows) — безплатно розповсюджуваний антивірусний засіб, розроблений Microsoft для операційної системи Microsoft Windows. Вперше випущений 13 січня 2005, цей інструмент на запит сканує комп'ютер на окремі поширені шкідливі програми і усуває інфекцію. Засіб автоматично поширюється на комп'ютери з Microsoft Windows через службу Windows Update, але може бути також звантажений окремо.
Програма оновлюється кожного другого вівторка місяця через Windows Update, відтак вона запускається автоматично у фоновому режимі і звітує, якщо найде шкідливий код. Інакше ви можете звантажити програму вручну з Microsoft Download Center. Щоб запустити програму, наберіть "mrt.exe" у комадній оболонці або командою Запуск зі стартового меню. Звіт її роботи міститься у лог-файлі за розташуванням %windir%\debug\mrt.log.
За умовчанням програма сконфігурована надсилати анонімні дані про інфекції до Microsoft, якщо щось знайдено. Політика звітів відкривається в EULA програми, і звіти можуть бути заборонені за бажанням.
Як Microsoft повідомив у червні 2006, цей інструмент вилучив 16 млн одиниць шкідливого коду з 5.7 млн загального числа у 270 млн унікальних комп'ютерів з Windows від дня випуску в січні 2005. Звіт також стверджував, що у середньому інструмент видаляє шкідливий код з 1  з кожних 311 комп'ютерів, де він запущений. 19 травня 2009 Microsoft стверджував що вилучив крадія паролів з 859842 машин.

## Виноски
1. ↑  https://www.catalog.update.microsoft.com/Search.aspx?q=KB890830
2. ↑  https://www.microsoft.com/de-de/download/details.aspx?id=9905
3. ↑  Windows Malicious Software Removal Tool: Progress Made, Trends Observed. Microsoft. Архів оригіналу за 9 січня 2010. Процитовано 10 березня 2010. Microsoft delivered the first version of the MSRT on January 13, 2005 in 24 languages to users of Windows 2000, Windows XP, and Windows Server 2003 computers.
4. 1 2 3  The Microsoft Windows Malicious Software Removal Tool helps remove specific, prevalent malicious software from computers that are running Windows 7, Windows Vista, Windows Server 2003, Windows Server 2008, Windows XP, or Windows 2000. Microsoft Support Center. Microsoft Corporation. 8 грудня 2009. Архів оригіналу за 19 грудня 2009. Процитовано 22 грудня 2009.
5. 1 2  Windows Malicious Software Removal Tool download Download Details: Microsoft® Windows® Malicious Software Removal Tool (KB890830). Microsoft Download Center. Microsoft Corporation. 8 грудня 2009. Процитовано 22 грудня 2009.
6. ↑  
Savill, John (2005). Windows IT Pro - "What's the Microsoft Windows Malicious Software Removal Tool?". Архів оригіналу за 14 травня 2013. Процитовано 5 липня 2006.
7. ↑  Deployment of the Microsoft Windows Malicious Software Removal Tool in an enterprise environment. 8 грудня 2009. Архів оригіналу за 27 грудня 2009. Процитовано 22 грудня 2009. Q3. How can I disable the infection-reporting component of the tool so that the report is not sent back to Microsoft? A3. An administrator can choose to disable the infection-reporting component of the tool by adding the following registry key value to computers [~snip~]
8. ↑  The Windows Malicious Software Removal Tool: Progress Made, Trends Observed. Microsoft. 11 жовтня 2006. Архів оригіналу за 9 січня 2010. Процитовано 22 грудня 2009.
9. ↑  Microsoft cleans password stealer tools from 859,842 PCs. Ars Technica. 2009. Архів оригіналу за 25 травня 2009. Процитовано 21 травня 2009.

## Дивись також
- Windows Defender
- Microsoft Security Essentials